# Vicenta María López y Vicuña
Vicenta María López y Vicuña (Cascante, 22 de març de 1847 - Madrid, 26 de desembre de 1890) va ser una religiosa navarresa, fundadora de la congregació de les Religioses de Maria Immaculada. Beatificada el 1950, Pau VI va proclamar-la santa el 1975. La seva festivitat se celebra el 26 de desembre.

## Biografia
Filla d'un advocat, José María López Jiménez, i de Nicolasa Vicuña, va néixer a Cascante (Navarra), el 1847. La germana i l'oncle de la seva mare, que era sacerdot, van influir molt en la seva educació cristiana. El seu pare es va encarregar de la seva formació a casa seva, imbuint en la nena el valor de la formació personalitzada que després aplicaria en la seva obra.

### La congregació de María Eulalia Vicuña
María Eulalia Vicuña, una altra tia de la nena, vivia a Madrid, formant-ne part de l'alta societat. Molt sensible a les necessitats dels altres, però, havia fundat el 1842, amb el seu germà Manuel María Vicuña, la Congregació de la Doctrina Cristiana, associació de laics compromesos que visitaven i catequitzaven nens ingressats als hospitals i, a partir d'aquesta activitat, van pensar de treballar també amb adults, especialment noies joves. El desembre de 1853, obre un pis per a hostatjar-hi noies joves, sense recursos, que no tenien on anar-hi en sortir de l'hospital, amb una dona que en tenia cura. Aquest pis, conegut com a La Casita, serà el lloc on aquestes joves seran acollides i instruïdes, mentre se'ls cerca una ocupació en el servei domèstics de bones famílies, evitant així que les joves, sense empar ni feina, malbaratin la seva vida.

### Marxa a Madrid i vocació religiosa
Vicenta María marxa a Madrid al final de 1857 per educar-s'hi amb la seva tia Eulalia, que en tindrà cura. Rep l'educació a domicili, aprenent francès i piano; la seva tia s'encarrega que tingui disciplina i aprengui a ajudar el proïsme, fins que comença a anar al col·legi de San Luis de los Franceses. Cap als quinze anys comença a manifestar la seva vocació religiosa i de servei, acompanyant la seva tia a les visites als hospitals i La Casita. Mentre passa els estius a Cascante, hi organitza una escola dominical per a formar les joves necessitades i fer-les capaces de llaurar-se un futur.
Als dinou anys va rebutjar els projectes de matrimoni que tenien els seus pares per a ella ("Ni con un rey ni con un santo", va dir). Havia decidit de fer vida religiosa i va fer un vot particular de castedat. El 1868 fa exercicis espirituals amb les saleses per aclarir la seva vocació.
A partir de la tasca de la seva tia, veu la necessitat de crear una institució que permetés de fer aquesta obra de manera més extensiva i decideix de dedicar la seva vida a crear un grup de dones per a ajudar les noies treballadores; com explica a la carta que escriu al seu pare el 28 de maig de 1868: "una congregación de señoras que, viviendo en comunidad, bajo una regla religiosa, se ocupe de esta obra, instruyendo a las muchachas durante su permanencia dentro del establecimiento y haciéndolas los demás oficios de visitarlas, etc., que hasta ahora se ha hecho por las señoras particulares".

### Fundació i vida religiosa
L'11 de juny de 1876 va néixer aquest institut, format per ella mateixa i dues dones més: Pilar de los Ríos i María Patrocinio de Pazos. De mica en mica, s'hi reben sol·licituds per ingressar-hi i sis dones més, després d'un temps de formació, s'hi afegeixen.
Va redactar una regla per al grup i el 1878, amb tres companyes, prengué els vots religiosos. Va fundar, llavors, la congregació de les Religioses de Maria Immaculada, conegudes com a Religioses de Maria Immaculada del Servei Domèstic, per a la cura pastoral de les minyones i el servei domèstic, que va rebre l'aprovació pontifícia de Lleó XIII el 18 d'abril de 1888. La congregació va estendre's i el 1890 ja té cinc cases a Saragossa, Jerez, Barcelona, Burgos i Madrid, i després per Europa i Hispanoamèrica.
Morí a Madrid el 26 de desembre de 1890.

## Veneració
Va ser beatificada per Pius XII el 19 de febrer de 1950, convertint-se en la primera dona de Navarra beatificada per un papa. Va ser canonitzada per Pau VI el 25 de maig de 1975.